# Berto Bosch
Berto Bosch (Zussen, 3 maart 1955) is een Belgisch voormalig voetballer die speelde als aanvaller.

## Carrière
Bosch speelde voor Lierse SK, RSC Charleroi en KRC Genk.